# 凯斯特海伊·蒂博尔
凯斯特海伊·蒂博尔（匈牙利語：Keszthelyi Tibor，1960年1月19日—），匈牙利男子水球运动员。他曾代表匈牙利国家队参加1988年夏季奥林匹克运动会水球比赛，结果队伍获得第五名。